# Давангере
Давангере (англ. Davangere) — місто у Південній Індії, центр округу Давангере в штаті Карнатака.

## Географія
Давангере розташоване на півдні плато Декан на каналі, що сполучає місто з річкою Тунґабгадра.

### Клімат
Місто знаходиться у зоні, котра характеризується кліматом тропічних саван. Найтепліший місяць — квітень із середньою температурою 27.8 °C (82.1 °F). Найхолодніший місяць — грудень, із середньою температурою 22.6 °С (72.7 °F).
| Клімат Давангере        | Клімат Давангере | Клімат Давангере | Клімат Давангере | Клімат Давангере | Клімат Давангере | Клімат Давангере | Клімат Давангере | Клімат Давангере | Клімат Давангере | Клімат Давангере | Клімат Давангере | Клімат Давангере | Клімат Давангере |
| Показник                | Січ.             | Лют.             | Бер.             | Квіт.            | Трав.            | Черв.            | Лип.             | Серп.            | Вер.             | Жовт.            | Лист.            | Груд.            | Рік              |
| Середній максимум, °C   | 29,3             | 30,8             | 32,7             | 33,7             | 32,5             | 28,7             | 26,8             | 26,9             | 27,9             | 28,8             | 28,8             | 28,3             | 29,6             |
| Середня температура, °C | 23               | 24,4             | 26,5             | 27,9             | 27,4             | 25               | 23,8             | 23,8             | 24,2             | 24,5             | 23,7             | 22,6             | 24,7             |
| Середній мінімум, °C    | 16,8             | 18,1             | 20,4             | 22,1             | 22,3             | 21,3             | 20,8             | 20,8             | 20,4             | 20,2             | 18,7             | 17               | 19,9             |
| Норма опадів, мм        | 1.4              | 1.7              | 9.6              | 39.1             | 105.7            | 274.3            | 363.6            | 246.9            | 126.1            | 141.6            | 54.1             | 9.4              | 1373.5           |
| ----------------------- | ---------------- | ---------------- | ---------------- | ---------------- | ---------------- | ---------------- | ---------------- | ---------------- | ---------------- | ---------------- | ---------------- | ---------------- | ---------------- |
| Джерело: Weatherbase    |                  |                  |                  |                  |                  |                  |                  |                  |                  |                  |                  |                  |                  |